# (84922) 2003 VS2
(84922) 2003 VS2とは、太陽系外縁天体に属する小惑星の1つである。

## 軌道の性質
2003 VS2は、海王星と2:3の軌道共鳴をしている冥王星族の小惑星である。冥王星よりも若干遠い59億3600万km(39.682AU)の軌道長半径をもつ。離心率や軌道傾斜角は冥王星よりも小さく、それぞれ0.082と14.78度である。公転周期はほぼ250年である。2004年11月13日に近日点を通過したばかりで、次回は2254年頃になる。

## 物理的性質
2003 VS2の直径は良くわかっていない。ハーシェル宇宙望遠鏡による2012年の最新の観測では488.6kmから558.1kmであり、恐らく523.0kmである。この程度の直径の場合、自身の質量によって静水圧平衡形状（球形）になっている可能性があるため、準惑星の候補となっている。この大きさは、小惑星帯の小惑星ベスタより若干小さく、土星の衛星エンケラドゥスよりは大きい。ベスタは岩石天体、エンケラドゥスは氷天体であるが、どちらもほぼ球形をしている。
2003 VS2の表面はスペクトル分析から水の氷で出来ているが、表面の色は赤色をしている。これは太陽系外縁天体ではよく見られる性質である。アルベドは15%程度である。仮に直径が523.0kmの場合、平均密度が2g/cm3と仮定すると、推定質量は6.0×1020kgとなる。光度の変化から、自転周期は7時間25分であると推定されている。また、表面温度は約-230℃と推定される。

## 観測
2003 VS2は地球近傍小惑星追跡によって2003年11月14日に発見された。しかし実際には1991年9月17日に最初の観測がされていた。直径の測定は2007年にスピッツァー宇宙望遠鏡が初めて行い、このときには525kmから925kmと測定した。しかし、現在では上記の通り、若干小さい523.0kmが最も正しいと考えられている。